# 祖冲之公园站
祖冲之公园站位于中国江苏省苏州市昆山市巴城镇前进西路与祖冲之南路交叉口，是苏州地铁11号线的地铁车站，于2023年6月24日开通运营。

## 车站结构
本站为地下二层岛式车站。

### 车站楼层
| 1                 | 地面 | 出入口 |
| -1                | 站厅 | 售票、客服中心、商店 |
| -2                | 站台 | \| \| \| ■ 11号线往苏州新区火车站（莲湖公园） \| \| 島式 · 開左邊车门 \| \| \| \| \| \| ■ 11号线往花桥（昆山文化艺术中心） \| |
|                   |      | ■ 11号线往苏州新区火车站（莲湖公园）                                                                                          |
| 島式 · 開左邊车门 |      | |
|                   |      | ■ 11号线往花桥（昆山文化艺术中心）                                                                                            |